# Apogonia brenskei
Apogonia brenskei är en skalbaggsart som beskrevs av Conrad Ritsema 1897. Apogonia brenskei ingår i släktet Apogonia och familjen Melolonthidae. Inga underarter finns listade i Catalogue of Life.